# Senato del New Hampshire
Il Senato del New Hampshire è, insieme alla Camera dei Rappresentanti, una delle due camere che compongono la Corte generale del New Hampshire. Esso si riunisce nel Campidoglio dello Stato del New Hampshire.
Il Senato è composto da 24 membri, eletti ogni due anni.